# Ellen G. White
Ellen Gould White (szül. Harmon) (Gorham, Maine, 1827. november 26. – Elmshaven, Kalifornia, 1915. július 16.) az adventista egyházat alapító személyekhez tartozott. Kétségtelenül a legismertebb adventista személyiség, bár egyházi hivatala sosem volt. Élete nagyobbik részét az Amerikai Egyesült Államokban töltötte, de 1891 és 1900 között Ausztrália volt munkássága színhelye. Többször európai országokban tartózkodott, ahol jelenlétével támogatta az alakuló egyházi szervezetet és a radikális reformációból származó közösségek integrálását. Jelentős szerepet játszott abban, hogy a szombatünneplő adventisták közösségei egységes világegyházzá nőttek.
Azt állította, hogy nagyon sok látomást kapott Istentől  és ezeket le is írta és publikálták. A hetednapi adventisták a látomásait a prófétaság ajándékának tekintik. Élete során rengeteg folyóiratcikket és több mint negyven könyvet írt. Kritikusai ellentmondásos személynek tartják, ahol a kritika nagy része a látomásos tapasztalataira és mások írásainak való felhasználására (plágium) irányul.

## Életútja

### Korai évek, életmotívum
Ellen White családjával a metodista egyház tagja volt, fiatal lányként 1842-ben megkeresztelkedett. Miután szülei egyre erősebben a millerita mozgalommal rokonszenveztek, a családot 1843-ban kizárták a metodista közösségből.
Ettől fogva Ellen Gould Harmon teljes életét az "áldott reménység" határozta meg – a Krisztus visszajövetelére való készülődés, valamint a késlekedés feldolgozása. 
Még kilencéves korában súlyos fejsérülést szenvedett egy kődobástól, minek következtében kómában volt, majd sokáig gyengélkedett, az iskolát nem tudta befejezni. 
1846. augusztus 30-án James S. White – az egyik későbbi egyházalapító személy – felesége lett.

### Szerepe az alakuló H.N. Adventista Egyházban
Első látomásaira késő 1844-ben került sor. Üzenetei a nagy kiábrándulás traumatikus tapasztalata után bátorították és összefogták az egyik kis millerita közösséget, mely Krisztus visszajövetelének elmaradása után együtt folytatta lelki útját. Egy látomásában megtudta, hogy William Miller számítása helyes volt, csakhogy annak a dátuma nem a földi megjelenésére, hanem a mennyei szerepére vonatkozik.
Miután férjével olvasta Joseph Bates “A hetednap a szombat, mint örök jel” című művét, majd a látomásai is megerősítették ezt, elfogadták a szombatot, mint szent napot.
Lényegesen elősegítette a hetednapi adventisták hitelveit, szervezetté alakulását, a világszéles missziója kibontakozását, beleértve az egyház nevelési rendszerét, segélyszervezeteit, egészségügyi szerepvállalását. Közössége legtöbb tagja viszont a Szentlélek különleges prófétai adományának tartotta szolgálatát, mely meggyőződés az adventisták hitelvei közé került.
1863-ban egy látomást kapott a fizikai egészség és a lelki élet kapcsolatáról, a helyes étkezési és egészségügyi alapelvek követésének fontosságáról, valamint a természet orvosságainak – tiszta levegő, napfény, testmozgás és tiszta víz – előnyeiről. Megkezdték egészségnevelő programjukat. 1865 karácsonyakor adott útmutatása szerint egészségügyi intézetet alapítottak a betegek gondozására. Ez az intézet adott később munkát Kelloggnak, Battle Creekben. 
Részben az ő késztetésére a késő 19. század óta adventista misszionáriusok pártfogolják a legszegényebb társadalmi rétegeket, mellőzött vagy elnyomott népcsoportokat – akár szemben az uralkodó gyarmatrendszerrel. Ez a körülmény segít magyarázni az adventisták nagy létszámát Dél-Amerika, Afrika, Ázsia számos országában, katolikus többségű térségeket beleértve. White több kórház, iskola, kiadó létesítését erkölcsileg és anyagilag támogatta.

### Férje halála után
Férje, James White 1881 évi halála után négy évet élt a kaliforniai Healdsburgban. Majd Európába utazott és előadásokat tartott (1885–88), utána fiával Ausztráliába ment, ahol az ottani missziós munkán dolgozott (1891–1900). Itt adventista iskolát alapított, amely a későbbi Avondale College lett. Az Egyesült Államokba való visszatérése után a Battle Creek-i központ decentralizálására is befolyással volt. 1903-ban az egyház székhelye és kiadója a marylandi Takoma Parkba költözött. Ettől az évtől White főleg Kaliforniában élt.

### Utolsó évei
Élete utolsó éveit San Franciscotól északra, Elmshavenben, a kaliforniai otthonában töltötte. Utolsó éveiben ritkábban utazott, inkább a vallási műveinek megírására koncentrált. 1915 nyarán hunyt el elmshaveni otthonában, amely ma adventista emlékhely. 

### Családja

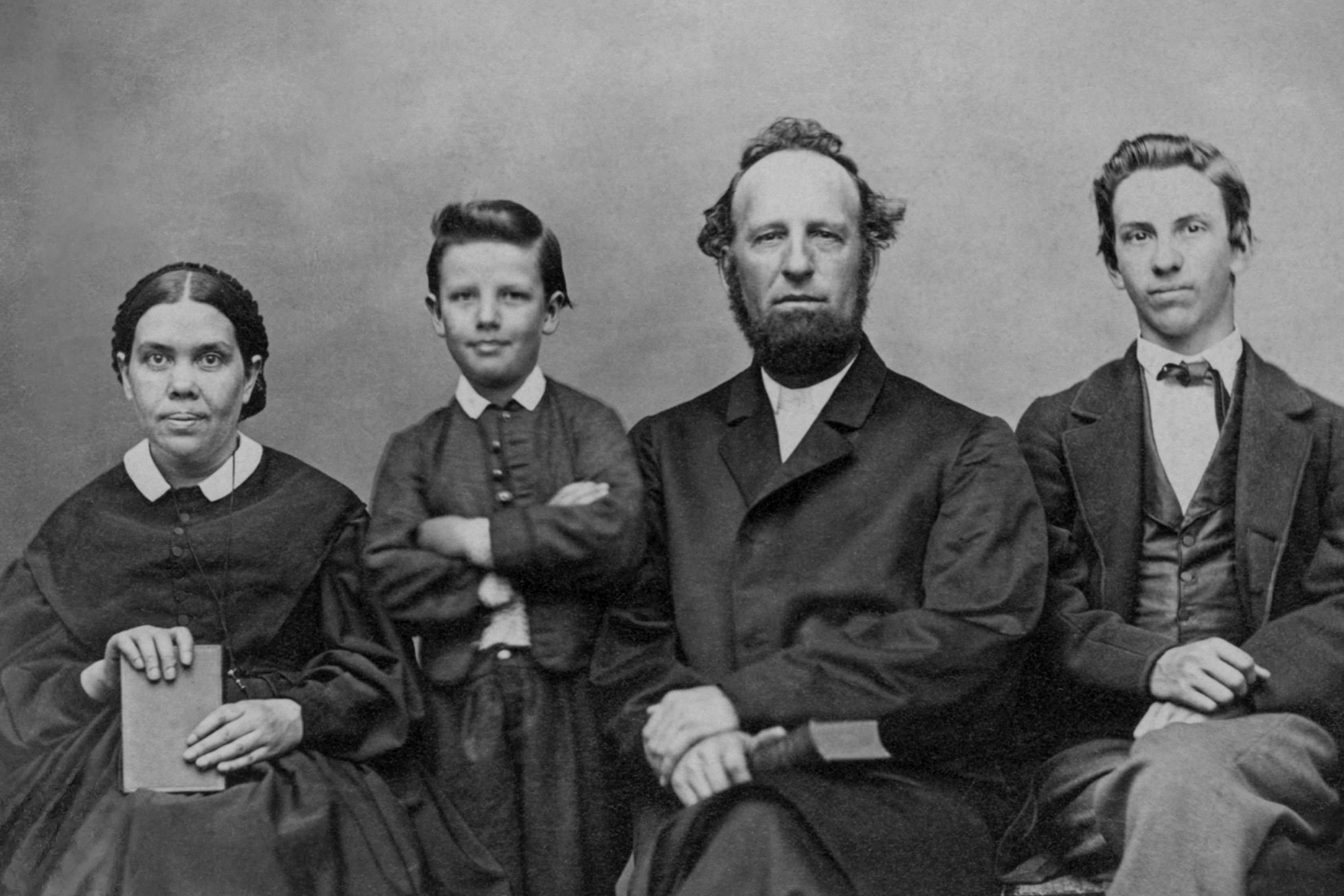
A White házaspár a képen két fiával

Négy fiuk született: Henry Nichols, James Edson, William Clarence és John Herbert. 
John Herbert még pár hónaposan meghalt, Henry Nichols pedig tüdőgyulladásban 16 évesen.
James Edson (1849–1928) az egyház egyik úttörője lett, aki a Mississippi folyó mentén evangelizációs iskolákat hozott létre az afroamerikai emberek számára. Több vallási iratot írt és adott ki.
William Clarence (1854–1937) jól ismert hetednapi adventista egyházi vezető lett. Első felesége 1890-ben meghalt. Anyjával 1891-ben Ausztráliába hívták. Két lányát Battle Creek-ben hagyva, az év végén édesanyjával átkelt a Csendes-óceánon, hogy segítse az ottani advent üzenet munkáját. 1894-ben kinevezték az adventista ausztrál unió vezetésére. Ezen a poszton 1897-ig volt. Számos könyvet írt.

## Írásai
White írásai nem kizárólag vallási-egyházi jellegűek, foglalkoznak többek között a népegészségügy, a nevelés, a rabszolgaság és a női jogok kérdéskörével is. Egyes könyvei a bibliai világszemlélet szintéziseként történelmi koncepciót tárnak az olvasó elé (az "üdvtörténet" magyarázatát).
Életében 5000-nél több újságcikk és 40 könyv jelent meg tőle, ami később kiegészült a terjedelmes levelezésből, cikkekből összeollózott kötetekkel. Írásos életműve mintegy 50.000 oldalt tesz ki. Legismertebb könyve, 'Steps to Christ' (Jézushoz vezető út Archiválva 2007. szeptember 15-i dátummal a Wayback Machine-ben) közel 150 nyelvre került fordításra és százmilliós példányszámával Kempis Tamás Krisztus követése c. műve mellett valószínűleg a legelterjedtebb keresztény írás. Írásainak hatása messze túlmutat hosszú életpályáján, amihez a "könyvevangelizáció" intézménye nagyban hozzájárult: hivatásos és önkéntes "könyvevangelisták" házról házra járva, vagy utcai standokon keresztény könyveket (valamint egészségügyi és gyermekkönyveket) árulnak, így White műveit is széles körben terjesztették. Összes művei CD-ről olvashatók eredeti angol nyelven, számos könyve fordításban is, online vagy letölthető állományként hozzáférhető, könyvei interneten is rendelhetők különböző egyházi és magánkiadóktól.
Magyarul megjelent műveinek listáját lásd lent

## Egészségi tanítása
| - „Vagy nem tudjátok-e, hogy testetek, amit Istentől kaptatok, a bennetek levő Szentlélek temploma, és ezért nem a magatokéi vagytok? Mert áron vétettetek meg: dicsőítsétek tehát Istent testetekben.” - „Akár esztek tehát, akár isztok, bármi mást cselekesztek, mindent Isten dicsőségére tegyetek.” Testünk Isten tulajdona. Az életünk részét képező törvények áthágása bűnt képez, éppen úgy mint a Tízparancsolat áthágása. Mivelhogy a természeti törvények Isten törvényei, kötelességünk ezen törvényeket gondosan tanulmányozni. Számunkra a veszély a túl nagy bőségben rejlik. Állandó kísértésben vagyunk, hogy túlkapásokat, visszaéléseket kövessünk el a testünkkel szemben. Sokan nagy mértékben ártanak testüknek azáltal, hogy nem figyelnek az élet törvényeire. A vénülés és az idő előtti halál abból következnek, ha Istentől távoli világi utakon járunk. Aki a test kívánságait teljesíti, az büntetést fog szenvedni. Képtelenek vagyunk Istent dicsőíteni, ha életmódunkkal áthágjuk az élet törvényeit. Saját rossz szokásai révén az emberiség mindenféle betegséget vont magára, mert nem tanulmányozták, hogy miképpen élhetnének egészséges módon, és az élet törvényeinek áthágása siralmas állapotot hozott létre, de az emberek csak ritkán ismerték be, hogy csakis saját rossz életmódjuk az oka ennek. A betegség soha nem jön ok nélkül. Az egészségügyi törvények elhanyagolása készíti elő a betegség útját. Sokan már szüleik gonoszsága miatt szenvednek... Az emberek legnagyobb része azonban saját ferde eljárása miatt szenved, mert nem veszik figyelembe az egészség alapelveit. Dániel és társainak története (Dániel könyve 1. rész) a Biblia lapjain megörökíttetett az utókor hasznára. A szellemi képesség, testi erő és hosszú élet meghatározott törvényektől függnek. E tekintetben nem létezik véletlen vagy esélyek. Isten, aki a Természetet alkotta, nem fog közbenjárni, hogy megóvja az embereket a természeti törvények áthágásának következményeitől. Testi egészségünket leginkább az tartja meg, amit eszünk. Ha étvágyunkat és az ételek utáni kívánságunkat nem tartjuk szigorú ellenőrzés alatt és ha nem vagyunk mértékletesek evésben és ivásban, akkor nem maradhatunk egészségesek testben és elmében. A táplálék legyen egyszerűbb és kevesebbet kell enni hogy az értelem tiszta és friss legyen. Egy megterhelt gyomor megterhelt agyat jelent. Ha a gyomor meg van terhelve nagy mennyiségű egészségtelen étellel az rothadásnak indul. Majdnem minden ember többet eszik, mint amennyire szüksége van a testnek. Az ártalmas anyagokkal megterhelt, romlott vér elhomályosítja az erkölcsi és értelmi erőket és felkelti s megerősíti az aljas testi szenvedélyeiteket. Az evésben való mértéktelenség – még ha az elfogyasztott étel egészséges volna is – nagy mértékben gyengíti a testet és eltompítja az érzékeket. Az evésben és ivásban követett szokásaink kimutatják, hogy a világéi vagyunk-e, vagy pedig azok közül valók, akiket Isten elkülönített e világtól. Isten Lelke nem jöhet segítségünkre és nem segíthet a keresztényi jellem tökéletesítésében, ameddig engedvén az étvágynak megkárosítjuk az egészségünket. A világ és azok, amik a világban vannak, számunkra ne képezzenek szabályt. Divatos dolog kielégíteni a kívánságot azon finom ízű csemegék iránt, amelyek természetellenes ingereket idéznek elő, elzsibbasztják az erkölcsi képességeket, megakadályozván azok növekedését és fejlődését. A hívők közül egy sem nyerhet biztosítékot, hogy diadalmasan fognak kikerülni a keresztény élet harcából, ha nem határozzák el, hogy mértékletességet tanúsítanak mindenben. Az önmegtagadást, alázatosságot és mértékletességet – amiket Isten megkövetel az igazaktól, akiket különös módon vezérel és megáld – a nép elé kell tárni, megkülönböztetésül az ezen elfajult kor embereinek egészségrontó, különc szokásaitól. Isten megmutatta, hogy az egészségügyi reform oly szorosan összefügg a harmadik angyal üzenetével, mint kéz a testtel. Semmi sem idéz elő oly nagyfokú testi és erkölcsi elfajulást, mint az egészségügyi reform oly fontos ügyének elhanyagolása. Akik étvágyuk és kívánságaik kielégítésére adják magukat és behunyják szemeiket, félvén, hogy hogy meg fogják látni bűneiket, amiket nem hajlandók elhagyni, azok vétkesek Isten előtt. Félelmetesen és csodálatosan formálta meg a Teremtő az emberi testet. Felszólít bennünket, hogy tanulmányozzuk azt, értsük meg szükségleteit, és tőlünk telhetően védjük minden ártalomtól, tisztátalanságtól. E.G. White írásaiban további dolgokra tér ki, így a helyes légzés, a tiszta, friss levegő, a napfény, személyes tisztaság és higiénia, a testedzés, a megfelelő pihenés, a húsételek, a kávé, a (fekete) tea, az izgatószerek és erős fűszerek elhagyása, a dohányzás és az alkohol mellőzése, a kábítószerek, kapcsolat a természettel és az Isten erejébe vetett hit. |

## Szolgálatának egyházi megítélése
Ellen G. White hasonló mértékben határozta meg a hetednapi adventizmust, mint John Wesley a metodista közösséget, vagy Kálvin János a reformáció egyházait.
Meghatározó szerepe az adventista közösségekben az idő múlásával némileg csökkenni látszik, miután a fejlődő világban tömegesen csatlakoztak új hívek, akik nem az ő könyvein nőttek fel. A világegyház vezetése változatlanul elismeri Ellen G. White prófétai hivatását és szerepét, valamint támogatja könyvei, üzenetei terjesztését. Az Egyház 1. hitelve szerint a Szentírás hit kérdéseiben az egyedüli "mérce" és "próbaköve". White írásairól pedig a 18. hitelv vallja, hogy a "prófétaság a Szentlélek egyik ajándéka", a "maradék egyház ismertetőjele", az igazság egyik "forrása", valamint hogy írásai "az egyházat vigasztalják, vezetik, tanítják és eligazítják".

### Bírálatok
A kezdettől akadtak és a mai napig vannak kritikusai, akik prófétai szolgálatát elutasítják, vagy különbözőképpen magyarázzák és értékelik. 
Ők részben vagy teljesen elutasítják küldetéstudatát, másrészt éles viták alakultak ki, számos írása keletkezési körülményei miatt: White kifejezetten sokat olvasott, viszonylag terjedelmesen másolt más szerzőktől; továbbá előrehaladott életkorában titkárnőket foglalkoztatott és gyakran rájuk bízta gondolatai megfogalmazását. 
A vita előzménye, hogy miután kihalt az őt személyesen ismerő generáció, a hívek következő nemzedékei körében már 1920 körül a verbális inspirációhoz rokonítható nézetek terjedtek White ihletését illetően. (A kialakuló válság feldolgozása óta az adventista közösségekben elhanyagolható a Biblia verbális, azaz szó szerinti inspirációját vallók száma, mind amellett, hogy továbbra is meghatározóak a konzervatív teológiai nézetek.) Az adventisták szerint figyelembe kell venni, hogy White életének döntő részében a legújabb kori szerzői jog még csak kezdetlegesen érvényesült. 
Robert W. Olson, az adventista White Estate egykori vezetője beismerte, hogy a bizonyítékok miatt módosítania kellett Ellen White tekintélyének megértését. Arra a következtetésre jutott, hogy hibázott a történelem, a biológia, a geológia, a csillagászat terén, de védekezve azt állította, hogy nem hiszi, hogy „a teológia terén bármilyen hibát is elkövetett volna”.
A kritikusok szerint azonban még „ihletett” íróként is eltévesztette a célt. Ahogy White magáról is mondta: „csak Isten tévedhetetlen”.
Számos adventista vezető, lelkész utasította el a prófétaságát és szakított az egyházzal.

### Ökumenikus perspektíva
Adventista szemszögből White látomásai nem alapozták meg a Szentírásból merített hitvilágukat, hanem hitük megszilárdulását segítették elő. Jellemzően két elhangzó álláspont között iránymutatása az ortodox keresztény tanítást erősítette (például a Szentháromság tanát szemben az antitrinitárius nézettel, vagy a hitből való megigazulást szemben a "törvényeskedő" tendenciákkal). Az eszkatológia terén megfigyelhető, hogy üzenetei olyan értelmet kölcsönöznek a korai adventisták tapasztalatának, ami túlmutat a keresztény ortodoxián (az egyetemes zsinatok által vallott hitletéteményen), nevezetesen a szentély tana (ami értelmet ad a korai adventisták 1844. évbeli traumatikus tapasztalatának) és az ember állapota a halálban.
Ökumenikus szemszögből egyrészt meg kell jegyezni, hogy White "karizmatikus" szolgálata és annak recepciója az adventista közösségekben az egyik fő problémakörként fel szokott merülni a felekezetközi párbeszédben, valamint az adventisták és más keresztények közti viszonyban. Másrészt érdemes szem előtt tartani könyvei elterjedtségét és hatását nem csak adventista körökben. Továbbá utalni kell arra, hogy szolgálatával közelebb hozta az adventistákat a keresztény tanítás főmedréhez, aminek következtében az Adventista Egyház – az ortodoxokkal, katolikusokkal és a meghatározó protestáns felekezetekkel együtt – egyre inkább az Apostoli hitvallás alapjára állt (ellentétben például az 1870-es években szintén a korai adventizmus hatására alapított Jehova Tanúival). Végül az ő határozott közbenjárására az egyházszervezet hierarchikus és világszerte egységes felépítéséről döntöttek, minek következtében az adventista teológiában a klasszikus protestáns hitpillérek és a katolikus (azaz egyetemes) egyháztan sajátos, az eszkatológia felől megvilágított ötvözetét lehet felfedezni.
2014-ben az Oxford University Press tudományos kötetet adott ki, mely 21 (több felekezethez tartozó, többnyire egyháztörténész és vallásszociológus) szerző munkáját tartalmazza Ellen G. White munkásságáról ökumenikus perspektívában (könyvrecenzió). A szerzők 2009. októberben White ifjúságának színhelyén, konferencia keretében dolgoztak az alakuló fejezeteken.

## Magyarul megjelent művei
Magyarul megjelent kötetei időbeni sorrendben. (Néhány könyv azonos vagy majdnem azonos szövegű, különböző címeken kiadva.)

### 1944-ig
- A Jézushoz vezető út; Vallásos Iratok Nemzetközi Kiadóhivatala, Bp., 1912
- Gondolatok Krisztus hegyibeszédéről; Vallásos Iratok Nemzetközi Kiadóhivatala, Bp., 1914
- Küzdelem az igazságért. A világosság és sötétség harca az emberiség történelmében; Advent, Bp., 1910-es évek
- Krisztus szenvedései az emberiség megváltásáért; Advent, Bp., 1922
- Tapasztalatok és látomások, továbbá lelki ajándékok; Advent, Bp., 1922
- Keresztényi mértékletesség; Nemzetközi Misszió-Egyesület Reform-Mozgalom, Bp., 1924
- Bibliai jámborság; A Verdade Presente, Sao Paulo, 1930-as évek
- Az idő és a munka; Cuvantul Evangheliei, Sibiu, 1930-as évek
- Bizonyságtételek a gyülekezet részére; Vallásos Iratok Nemzetközi Kiadóhivatala, Bp., 1931
- Nagy küzdelem Krisztus és Sátán, vagyis a világosság és sötétség között az összes keresztényi korszakokban; s.n., Bucuresti, 1932
- Fontos bizonyságtételek Isten népe számára; Igazság Őrállója, Rákospalota, 1933
- Szoros kapu – keskeny út; Advent, Bp., 1937
- Krisztus példázatai. Az embert boldogító isteni terv örökértékű kincsei; Advent, Bp., 1938
- A munka befejezése. A General Konferencia által a bel- és külmisszió fejlesztése céljából White testvérnő irataiból összeállítva; Magyar Unió, Bp., 1938
- Jézus gyermeksége; Gyarmati és Bősz Ny., Bp., 1938
- Felhívás a gyülekezetekhez belmisszió munkában való tevékenységre vonatkozólag; Adventisták, Bp., 1938
- Üzenet az ifjúságnak. A tiszta élet gyakorlati tanácsadója; Advent, Bp., 1939
- Megszentelt élet; Gyarmati, Bp., 1940 (Időszerű gondolatok könyvtára)
- Tapasztalatok, látomások; Magyarországi Bibliakövetők Felekezete, Bp., 1942
- A világ reménye. Jézus Krisztus élettörténete. A Szentírás alapján írta E. G. White; Gyarmati, Bp., 1942
- Apostolok története. A Szentírás alapján írta E. G. White; Gyarmati, Bp., 1943
- Pátriárkák és próféták története. A jó és a gonosz küzdelmének megvilágítása a régmult idők szent embereinek életében; Gyarmati, Bp., 1944

### 1945–1989
- Világválság és döntés. Ellen G. White "Nagy küzdelem" c. művének rövidített kiadása; Pacific Press, Mountain View, 1945?
- Könyvevangélisták kézikönyve. Szemelvények E. G. White műveiből; Hetednapi Adventisták Felekezete, Bp., 1947
- Keresztény életmód; Élet és Egészség, Bp., 1947
- Gondolatok a Hegyibeszédről; Élet és Egészség, Bp., 1948
- Időszerű elmélkedések a bizonyságtételekből; Voice of Prophecy Magyar Osztálya, Glendale, 1969
- A megváltás története; Hungarian Literature Committee of the Seventh-Day Adventist, Garfield, 1970
- A világ legnagyobb diadala; Magyar Hetednapi Adventista Gyülekezet, Toronto, 197?
- A világ reménye; Hetednapi Adventista Egyház, Bp., 1976
- Békesség néktek; Magyar Hetednapi Adventista Gyülekezet, Toronto, 197?
- Feltámadott az úr; Magyar Hetednapi Adventista Gyülekezet, Toronto, 197?
- Fájdalmaink hordozója; Magyar Hetednapi Adventista Gyülekezet, Toronto, 197?
- A szomorú szívekhez; Magyar Hetednapi Adventista Gyülekezet, Toronto, 197?
- Az áruló; Magyar Hetednapi Adventista Gyülekezet, Toronto, 197?
- Boldog élet; Hungarian Literature Committee of the Seventh-Day Adventists, Garfield, 197?
- Életünk és munkánk; szerk. Erdélyi László; Hetednapi Adventista Egyház, Bp., 1979
- Próféták és királyok; ford. Bánfiné Roóz Magdolna; Hetednapi Adventista Egyház, Bp., 1981
- Krisztus példázatai; ford. Bánfiné Roóz Magdolna; Hetednapi Adventista Egyház, Bp., 1983
- Krisztus példázatai; ford. Faragó József; Radosavljevic, Újvidék, 1984
- Válaszd az életet!; ford. Bánfiné Roóz Magdolna; Hetednapi Adventista Egyház, Bp., 1984
- A nagy küzdelem; ford. Bánfiné Roóz Magdolna; Hetednapi Adventista Egyház, Bp., 1985
- Krisztus követése / Gondolatok a Hegyibeszédről / Jézushoz vezető út; Hetednapi Adventista Egyház, Bp., 1987
- Ébredés, és azután mi?; Hetednapi Adventista Egyház, Bp., 1988 (Keresztény a világban)
- Jézus születése és ifjú évei; Preporod–Idők Jelei, Beograd–Zagreb, 1989
- Jézus élete; ford. Homoki Henriette, Dobos János; Advent, Bp., 1989
- Évszázadokon keresztül. Küzdelem az Evangélium tisztaságáért; Nemzetközi Könyvterjesztő, Obermumpf, 198?

### 1990–
- Krisztus emberi természete. Válogatás Ellen G. White írásaiból; összeáll. Robert W. Olson, ford. Zarka Péter; Advent, Bp., 1991
- Előtted az élet. Nevelés; ford. Kormos Margit; Advent, Bp., 1992 (Keresztény a világban)
- Isten gyermekei. A reggeli áhitathoz ajánlott olvasmány E. G. White írásaiból; HNÜ Keresztény Adventista Egyház, Kolozsvár, 1992
- Pátriárkák és próféták; ford. Bánfiné Roóz Magda et al.; Advent, Bp., 1993
- Az utolsó napok eseményei; ford. Murányi R. Árpád; Advent, Bp., 1993
- Az utolsó idők viharában; Varga I., Kelebia, 1993
- Tanácsok a gyülekezetnek; ford. Faluvégi Dezső; Advent, Bp., 1993
- Megszentelt élet; HNÜ Adventista Egyház, Bukarest–Kolozsvár, 1993
- "Felettébb tiszta a te beszéded". Bibliai gondolatok minden napra; összeáll., ford. Vankó Zsuzsa; Bibliaiskolák Közössége, Bp., 1994
- Pátriárkák és próféták. Az Ószövetség történelme; ford. Stramszki István; Bibliaiskolák Közössége, Bp., 1994
- Levelek szerelmes fiataloknak; ford. Zarkáné Teremy Krisztina; Advent, Bp., 1995
- "Hogyan bánjunk a gyermekkel?". Bibliai tanácsok a gyermeknevelésre; Oltalom Alapítvány, Nagykovácsi, 1996
- Bibliatanítók kézi könyve; összeáll. Papp Sándor; Papp Sándor, Nyíregyháza, 1996
- A gyermeknevelés bibliai alapelvei. Fejezetek E. G. White Nevelés című könyvéből; ford. Kovács Pál; Bibliaiskolák Közössége, Bp., 1996
- Krisztushoz vezető lépések; ford. Vankó Zsuzsa; Bibliaiskolák Közössége, Bp., 1997
- A Nagy Orvos lábnyomán; ford. Bánfiné Roóz Magdolna; Advent, Bp., 1998
- Gyermeknevelés. Ellen Gould White írásaiból; ford. Mészöly Ildikó; Bibliaiskolák Közössége, Bp., 1998
- A Szentlélek eljő reátok. Mindennapi elmélkedések; Advent, Bp., 1998
- Boldog otthon. Kézikönyv a stabil családépítéshez; ford. Henne József; Advent, Bp., 1998
- Az evangélium szolgái; ford. Lőrinczné Váradi Valéria, Kormos Jenőné, Kiss Balázs; Bibliaiskolák Közössége, Bp., 1999
- Világválság és döntés; ford. Bánfiné Roóz Magdolna; Advent, Bp., 1999
- Szemelvények Ellen G. White írásaiból, 1-3.; ford. Lestár Tamás; Advent, Bp., 1999–2010
- Készítsétek az Úrnak útját!; közread. a Bibliaiskolák Közössége. Bibliaiskolák Közössége, Bp., 1999
- A megváltás története; ford. Murányi Róbert Árpád; Advent, Bp., 2000
- Úgy szerette Isten e világot; Bibliaiskolák Közössége, Bp., 2000
- Lépések Jézus felé; ford. Szilvási József; Esély Mozaik, Bp., 2000 (Evangélium mindenkinek)
- Bizonyságtételek; ford. Egervári Dezső; Bibliaiskolák Közössége, Bp., 2001
- Gondolatok a Hegyi beszédről; ford. Egervári Dezső; Bibliaiskolák Közössége, Bp., 2001
- A hegyi beszéd: Jézus mai üzenete; ford. Hegyes Horváth Csilla; Esély Mozaik, Bp., 2001 (Evangélium mindenkinek)
- Étrendi és táplálkozási tanácsok. Írásgyűjtemény Ellen G. White műveiből; ford. Murányi Árpád; Advent, Bp., 2001
- Hit, remény, cselekvő szeretet; ford. Hegyes Horváth Csilla; Heted7 Világ, Bp., 2001 (Evangélium mindenkinek)
- Sally Pierson Dillon: Misi azt kérdezi, miért...? Ellen White klasszikus műve, A nagy küzdelem gyermeknyelven; ford. Némethné Szerdahelyi Erzsébet, Németh Natália; Advent, Bp., 2002
- Üzenet az ifjúságnak; Bibliaiskolák Közössége, Bp., 2002
- Ellen G. White gondolatai a hitről; vál., szerk. Hegyes-Horváth Géza, ford. Hegyes-Horváth Csilla; Heted7 Világ, Bp., 2002 (Beszélni róla a világnak)
- Istenünk beszéde mindörökre megmarad. Bibliai gondolatok minden napra; Károli Gáspár Biblia-fordítása és Ellen Gould White írásai alapján összeáll. Egerváriné Árvai Márta; Bibliaiskolák Közössége, Bp., Közössége, 2002
- Amerika, a próféciák szuperhatalma. A jövő felfedezése 2001-ben és azon túl; Advent, Bp., 2002
- Isten közelében; összeáll. Clayton Thomsen, Attila Joo, Sándor Papp, ford. Bánfiné Roóz Magdolna; magánkiadás, Bp., 2003
- Az elveszített édentől a visszaszerzett édenig. Szemelvények Ellen G. White írásaiból; összeáll. ifj. Ősz Gyula; HNÜ Adventista Egyház, Nagyvárad, 2004
- Lépések Jézus felé; ford. Hegyes-Horváth Csilla; Heted7 Világ–Könyvmagazin, Bp., 2004 (Evangélium mindenkinek)
- Halálra született. Azért született, hogy meghaljon érted!; ford. Homoki Henrietta, Dobos János; Élet és Egészség Bp., 2004
- Ne állj be a sorba! Ellen G. White tanácsai fiataloknak, hogyan éljenek tisztább életet attól, mint amit a világ kínál. Felhívás a fiatalok számára, hogy merjenek mások lenni, mint amit a világ elvár tőlük; ford. Lestár Tamás; Élet és Egészség, Bp., 2004
- Passió. A szeretet története; ford. Homoki Henrietta, Dobos János; Élet és Egészség, Bp., 2004
- Jézus élete; ford. Bajkó Ágnes et al.; Bibliaiskolák Közössége, Bp., 2004
- Láttuk az Ő csillagát; ford. Homoki Henrietta, Dobos János; Élet és Egészség, Bp., 2005
- Az angyalok velünk vannak. Az emberiség szolgálatában; vál. Hegyes-Horváth Géza, ford. Hegyes-Horváth Csilla, Heted7világ–Könyvmagazin, Bp., 2005 (Hétköznapi kereszténység)
- Maranatha. Jövel Uram, Jézus!; ford. Egervári Dezső, Sonnleitner Károly; BIK, Bp., 2005
- Isten csodálatos kegyelme. Áhítatok mindennapra; ford. Lestár Tamás; Élet és Egészség, Bp., 2005
- Korai írások; BIK, Bp., 2006
- Krisztus zászlóvivői; ford. Bánfiné Roóz Magdolna; Advent Irodalmi Műhely, Bp., 2007
- Az utolsó napok eseményei; ford. Bóka Vera, Stramszki István; Advent Irodalmi Műhely–Felfedezések Alapítvány, Bp., 2007
- Evangelizálás; ford. Szekeres Károly; Advent Irodalmi Műhely–Felfedezések Alapítvány, Bp., 2007
- Velünk az Isten; ford. Bajkó Ágnes; Advent Irodalmi Műhely, Bp., 2008
- A betlehemi csillag; átdolg. kiad.; Preporod, Beograd, 2008
- Az idők jelei. A próféta nem a jövő vallatója, hanem a megtérés prédikátora; vál., ford. Hegyes-Horváth Csilla; Arany Forrás, Bp., 2008 (Az idők jelei)
- Jézushoz vezető út; ford. Bánfiné Roóz Magdolna; Advent Irodalmi Műhely, Bp., 2008
- A legjobb út; Advent–Új Kezdet Életmódközpont Alapítvány, Bp.–Zalaegerszeg, 2009
- A boldogság és egészség titkai; Advent–Új Kezdet Életmódközpont Alapítvány, Bp.–Zalaegerszeg, 2009
- Keresztény szolgálat; ford. Csabai Tamás; Advent, Bp., 2010
- Megújulás és reformáció. Hat lépés a hetedikért. Válogatás Ellen Gould White írásaiból; összeáll. Erdélyi László; "Boldog Élet" Alapítvány, Bp., 2010
- Az igazi megújulás. Az egyház legnagyobb szükséglete; ford. Csabai Tamás; Advent, Bp., 2011
- Hét híres helyszín Jézus életéből. Jézus Krisztus tanításainak, gyógyításainak, csodatételeinek hét híres helyszíne Ellen G. White: Jézus élete c. könyve nyomán; összeáll. Egerváriné Kökényes Zsuzsa; Advent, Bp., 2011
- Isten angyalai velünk vannak. Az emberiség szolgálatában; vál., ford. Hegyes-Horváth Csilla; Olvasók Háza, Bp., 2011 (Keresztény élet)
- Hit, remény, cselekvő szeretet. Krisztus átformál és mássá leszel; ford. Hegyes-Horváth Csilla; felújított kiad.; Olvasók Háza, Bp., 2012 (Keresztény élet)
- Korszakok nyomában; BIK, Bp., 2012
- Miért? Válogatás Ellen Gould White írásaiból; összeáll. Bálintné Nagy Erika; Hetednap Adventista Reformmozgalom, Tarnalelesz, 2014
- Keresztény vezetés; BIK, Bp., 2014
- Nevelés. Előtted az élet!; ford. Hegyes-Horváth Csilla; Advent, Bp., 2015
- Jóléti szolgálat; BIK, Bp., 2017